# Walter Scharf
Walter Scharf (Nova York, 1 d'agost de 1910 - Brentwood, Califòrnia, 24 de febrer de 2003) fou un compositor de cinema estatunidenc. Format musicalment a Nova York, va començar a treballar a Hollywood com arranjador i orquestrador de la Warner Bros, per a posteriorment ser contractat com a director del departament musical de la companyia Republic Pictures. Dins de la seva voluminosa obra, s'hi torben les comèdies com El professor guillat, Un gàngster per a un miracle o El ventafocs.

## Biografia
Teatre de Broadway
Nascut a Manhattan, era fill del còmic de teatre yiddish Bessie Zwerling. Quan tenia 20 anys, va ser un dels orquestradors del musical de Broadway Girl Crazy de George Gershwin, es va convertir en l'acompanyant de la cantant Helen Morgan i més tard va treballar com a pianista i arranjador del cantant Rudy Vallee.

## Pel·lícula
Va començar a treballar a Hollywood el 1933, arreglant per a Al Jolson a la Warner Bros, Alice Faye a 20th Century-Fox i Bing Crosby a Paramount. Va orquestrar la versió original de White Christmas (Nadal blanc) d'Irving Berlin per a la pel·lícula Holiday Inn (1942), i de 1942 a 1946 va exercir com a cap de música de Republic Pictures.
De 1948 a 1954, Scharf va ser l'arranjador i director del programa de ràdio Phil Harris-Alice Faye.
Deu vegades nominat a l'Oscar, Scharf va treballar en més de 100 pel·lícules, rebent nominacions per la seva direcció musical en films com El fabulós Andersen amb Danny Kaye dirigida per King Vidor (1952), Funny Girl amb Barbra Streisand, dirigida per William Wyler (1968) i Willy Wonka i Charlie i la fàbrica de xocolata (1971).
A principis de la dècada de 1960, Harold Lloyd se li va acostar per oferir noves partitures per a les seves recopilacions de pel·lícules mudes. Lloyd considerava que la capacitat de Scharf de barrejar temes de comèdia amb grans tocs orquestrals dramàtics era ideal per a la seva marca de comèdia "emocionant".
Scharf va implementar un estil similar per a la comèdia inspirada en Jerry Lewis L'estrany cas del Dr. Jekyll i Mr. Hyde el (1963), treballant en més d'una dotzena de comèdies de Lewis en general. Va treballar en tres pel·lícules d'Elvis Presley, com Loving You (1957) i King Creole (1958), i amb el lletrista Don Black, va escriure l'èxit senzill de Michael Jackson de la pel·lícula Ben (1972), que li va fer guanyar un Globus d'Or; i va anotar el popular Walking Tall (1973) i les seves dues seqüeles. El 1973, ell i Don Black van escriure la música i la lletra del musical londinenc Maybe That's Your Problem (llibre de Lionel Chetwynd).

## Televisió
Scharf va compondre música per a desenes de drames de televisió com Ben Casey, The Man from U.N.C.L.E., Mission: Impossible i la minisèrie de 1979 From Here to Eternity i Blind Ambition, tot i que es va fer més conegut per la seva música per a la National Geographic Society i The Undersea World, dels documentals de Jacques Cousteau, que va puntuar entre 1965 i 1975. Va rebre dos Emmys per a la sèrie Cousteau, el 1970 i el 1974, i va compondre una obra simfònica original, La llegenda del mar viu, per a una exposició del museu Cousteau a bord del RMS Queen Maria el 1971.

## Redacció de concerts
El treball inicial de Scharf per a la sala de concerts va ser The Palestine Suite, escrit el 1945 i interpretat al Hollywood Bowl amb Leopold Stokowski. Després de retirar-se del cinema i la televisió a la dècada de 1980, va tornar a escriure concerts, sobretot amb The Tree Still Stands: A Symphonic Portrait of the Stages of a Hebraic Man, encarregat pel Stephen S. Wise Temple i interpretat per primera vegada el 1989, i la Suite israeliana de 1993. També va escriure una òpera sense produir basada en The Plot to Overthrow Christmas de Norman Corwin.
Scharf va morir d'insuficiència cardíaca a la seva casa del barri de Brentwood de Los Angeles, als 92 anys.

## Premis i guardons
- Scharf va rebre el premi Golden Score de l'American Society of Music Arrangers and Composers el 1997.[4]

Premis Oscar
| Any  | Categoria             | Pel·lícula           | Resultat |
| ---- | --------------------- | -------------------- | -------- |
| 1942 | Millor banda sonora   | Mercy Island         | Candidat |
| 1943 | Millor banda sonora   | Johnny Doughboy      | Candidat |
| 1944 | Millor banda sonora   | In Old Oklahoma      | Candidat |
| 1944 | Millor banda sonora   | Hit Parade of 1943   | Candidat |
| 1945 | Millor banda sonora   | The Fighting Seabees | Candidat |
| 1945 | Millor banda sonora   | Brazil               | Candidat |
| 1953 | Millor banda sonora   | El fabulós Andersen  | Candidat |
| 1969 | Millor banda sonora   | Funny Girl           | Candidat |
| 1972 | Millor banda sonora   | Un món de fantasia   | Candidat |
| 1973 | Millor cançó original | Ben amb "Ben"        | Candidat |

Premis Globus d'Or
| Any  | Categoria             | Pel·lícula    | Resultat  |
| ---- | --------------------- | ------------- | --------- |
| 1973 | Millor cançó original | Ben amb "Ben" | Guanyador |

Premis Grammy
| Any  | Categoria           | Pel·lícula              | Resultat |
| ---- | ------------------- | ----------------------- | -------- |
| 1966 | Millor banda sonora | The Man from U.N.C.L.E. | Candidat |

## Filmografia seleccionada
- Josette (1938)
- Hit Parade of 1941 (1940)
- Thumbs Up (1943)
- Someone to Remember (1943)
- In Old Oklahoma (1943)
- The Fighting Seabees (1944)
- The Lady and the Monster
- Atlantic City (1944)
- Lake Placid Serenade (1944)
- Earl Carroll Vanities (1945)
- The Cheaters (1945)
- Mexicana (1945)
- Dakota (1945)
- I've Always Loved You (1946)
- Casbah (1948)
- The Saxon Charm (1948)
- City Across the River (1949)
- Red Canyon (1949)
- Take One False Step (1949)
- Yes Sir, That's My Baby (1949)
- Buccaneer's Girl (1950)
- Sierra (1950)
- South Sea Sinner (1950)
- Deported (1950)
- The Court Jester (1955)
- Time Table (1956)
- Three Violent People (1957)
- The Joker Is Wild (1957)
- The Geisha Boy (1958)
- Don't Give Up the Ship (1959)
- The Bellboy (1960)
- Cinderfella (1960)
- The Ladies Man (1961)
- The Errand Boy (1961)
- It's Only Money (1962)
- My Six Loves (1963)
- El professor guillat (The Nutty Professor) (1963)
- Honeymoon Hotel (1964)
- Where Love Has Gone (1964)
- Funny Girl (1968)
- Pendulum (1969)
- If It's Tuesday, This Must Be Belgium (1969)
- The Cheyenne Social Club (1970)
- Willy Wonka & the Chocolate Factory (1971)
- Ben (1972)
- Walking Tall (1973)
- Walking Tall Part 2 (1975)
- Walking Tall: Final Chapter (1977)
- When Every Day Was the Fourth of July (1978)
- The Triangle Factory Fire Scandal (1979)
- The Scarlett O'Hara War (1980)
- Twilight Time (1982)